# 亀岡祭

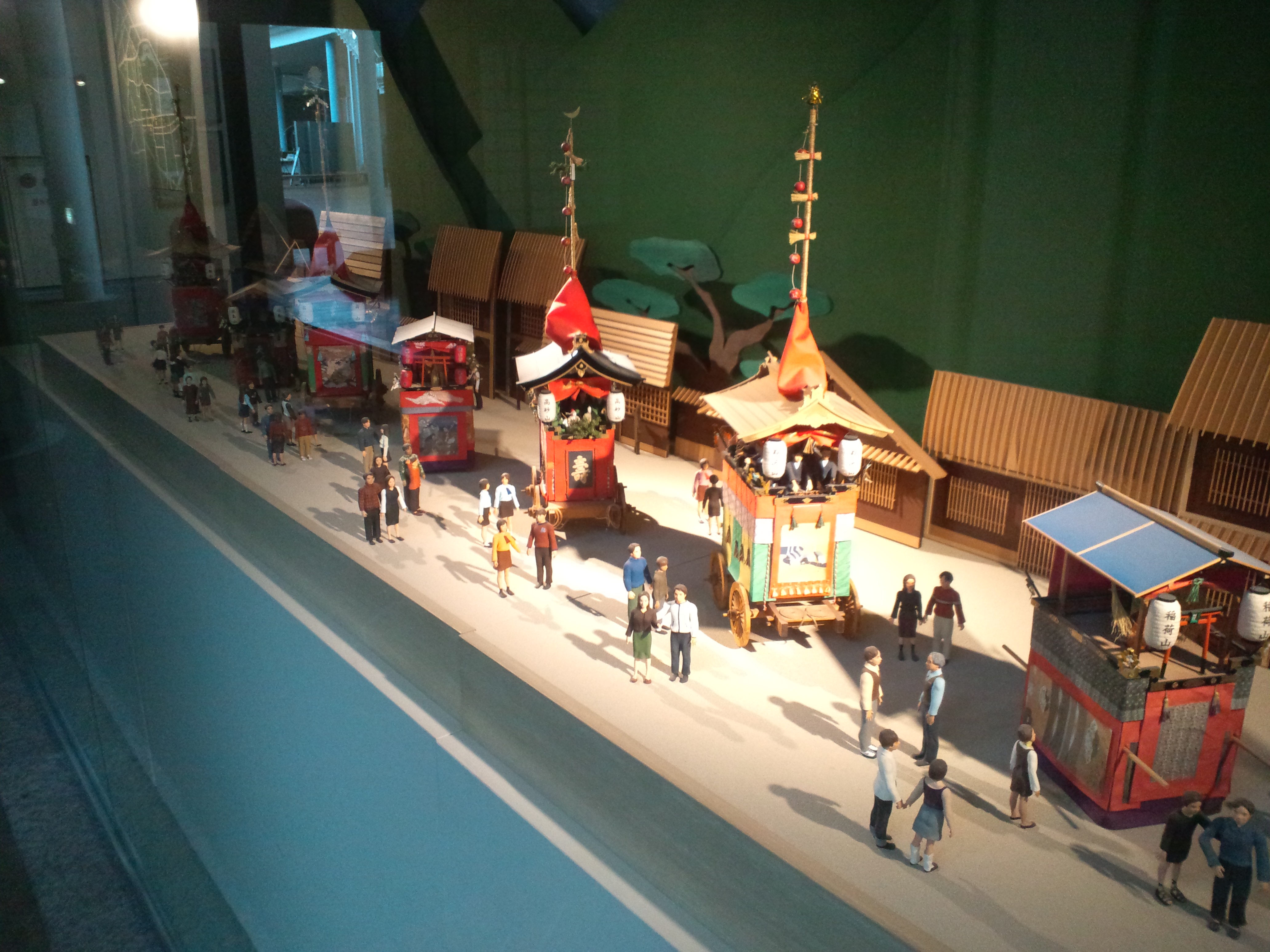
亀岡祭 山鉾の模型（道の駅 ガレリアかめおか）

亀岡祭（かめおかまつり）は、京都府亀岡市で毎年10月に行われる鍬山神社の例祭である。
中でも10月24日から25日までの2日間行われる「山鉾行事」では、煌びやかな懸想品で飾られた「曳山」や「舁山」が城下町を彩ることから、「丹波（口丹波）の祇園祭」、「亀岡の秋祭り」などともいわれている。

## 概要
古い土地の祭神を母体としながらも、丹波亀山藩主を始めとする支配階層の祭神をも合祀した鍬山神社の祭礼を媒体として領民との和合を図る中で、同藩の保護のもと町衆の祭りとして執り行われてきた現代の亀岡の伝統的なお祭り。
【 祭り行事 】
- 10月1日 - 吉符入り（神事始め）
- 10月5日 - くじ取り式 ※2010年に約140年ぶりに復活。亀岡市議会議場にて実施。
- 10月18日 - 御神輿飾り
- 10月20日 - 神幸祭（おいで祭り）

### 山鉾行事
- 10月23日（宵々山・2024年から中止） - 朝より各山鉾町にて山・鉾建て、夕刻より囃子の演奏を行っていた。なお、この日はたとえ土日となっても露店は出ないため、人出はあまり多くなかった。そのため、担い手の減少に伴い2024年から取りやめとなった。
- 10月24日（宵宮） - 朝より各山鉾町にて山建て、飾りつけ。この日は亀岡小学校は、夕刻からの子供たちの祭への参加のため、平日の場合半日授業となる。夕刻18時頃より囃子の演奏。また、この日は夜店が出るため、夜店の通りでは子供や若者で大混雑する。中学校以上は通常授業のため、平日の場合、夕刻から学校の制服姿の人出が増加する。各山鉾の行事は21時頃まで行われる。
- 10月25日（本祭） - 山鉾巡行

この日が平日の場合、祭への参加のため亀岡小学校は休校となり、亀岡中学校は自宅学習として、事実上休校となる。
- 10月25日 - 還幸祭
- 10月26日 - 御神輿仕舞い
- 10月31日 - 奉告祭

## 山鉾一覧
鉾形式の山は「鍬山鉾」「八幡山鉾」などと表記される時もある。ほとんどの曳山は2013年までは木の車輪を使っておらず、鉄の補助輪を使って動かされていた。補助輪にはハンドルもあり方向の微調整が簡単であったが、2014年からは本来の木の車輪を使った巡行がすべての曳山で復活した。進行方向の方向の微調整も祇園祭の鉾と同様に木の楔を使って行われるようになった。なお、交差点での方向転換は祇園祭のような辻回しは行われない。すべての曳山に昔から木製の方向転換装置がついており、狭い辻の多い城下町の巡行での方向転換に使われるほか、奉行役の市長が行うくじ改めの際に、曳山を一回転する時にも使用される。11基の山鉾の内、鍬山と翁山はくじ取らずで翁山が先頭、鍬山が最後尾を行く。

### 曳山（鉾形式）
- 鍬山　- くわやま -　（平成17年に舁山から曳山に復元新調）
- 八幡山　- はちまんやま -[1]
- 武内山　- たけうちやま -
- 三輪山　- みわやま -
- 高砂山　- たかさごやま -
- 難波山　- なんばやま -
- 羽衣山　- はごろもやま -　（平成14年に復元新調）
- 翁山　- おきなやま -

※上記8基の山（或いは山鉾）は、伝承されている「囃子」がある。

### 舁山
- 稲荷山　- いなりやま -
- 蛭子山　- えびすやま -
- 浦島山　- うらしまやま -